# نووالکساندروفکا (شهرستان بلاگووارسکی، باشقیرستان)
نووالکساندروفکا (انگلیسی: Novoalexandrovka, Blagovarsky District, Republic of Bashkortostan) یک شهرک در شهرستان بلاگووارسکی باشقیرستان کشور روسیه است.